# Renata Voráčová
Renata Voráčová (Zlín, 6 ottobre 1983) è una tennista ceca.

## Carriera
A livello ITF è considerata una delle tenniste più vincenti; vanta, infatti, in carriera quindici vittorie in singolare e ben cinquantanove vittorie in doppio in tornei del circuito ITF Women's Circuit. In coppia con la connazionale Lucie Hradecká vinse nel 2001 l'Open di Francia junior.
Come professionista raggiunse il suo best ranking in singolare l'11 ottobre 2010 con la 74ª posizione; nel doppio divenne, il 21 agosto 2017, la 29ª del ranking WTA.
Specialista del doppio, vinse in carriera undici tornei del circuito WTA, su un totale di ventuno finali raggiunte. Vinse per due anni consecutivi il Slovenia Open WTA, nel 2006 e nel 2007.

## Statistiche WTA

### Doppio

#### Vittorie (11)
| Legenda              | Legenda               | Legenda      |
| -------------------- | --------------------- | ------------ |
| Grande Slam (0)      |                       |              |
| Ori Olimpici (0)     |                       |              |
| WTA Finals (0)       |                       |              |
| WTA Elite Trophy (0) |                       |              |
| Prima del 2009       | Dal 2009 al 2020      | Dal 2021     |
| Tier I (0)           | Premier Mandatory (0) | WTA 1000 (0) |
| Tier II (0)          | Premier 5 (0)         | WTA 1000 (0) |
| Tier III (1)         | Premier (0)           | WTA 500 (0)  |
| Tier IV (3)          | International (7)     | WTA 250 (0)  |
| Tier V (0)           | International (7)     | WTA 250 (0)  |

| N.  | Data              | Torneo                                           | Superficie  | Compagna                   | Avversarie in finale                | Punteggio         |
| 1.  | 4 novembre 2002   | PTT Pattaya Open, Pattaya                        | Cemento     | Kelly Liggan               | Lina Krasnoruckaja Tat'jana Panova  | 7-5, 7-6(7)       |
| 2.  | 18 settembre 2006 | Slovenia Open WTA, Portorose                     | Cemento     | Lucie Hradecká             | Eva Birnerová Émilie Loit           | w/o               |
| 3.  | 23 luglio 2007    | Gastein Ladies, Bad Gastein                      | Terra rossa | Lucie Hradecká             | Ágnes Szávay Vladimíra Uhlířová     | 6-3, 7-5          |
| 4.  | 17 settembre 2007 | Slovenia Open WTA, Portorose (2)                 | Cemento     | Lucie Hradecká             | Andreja Klepač Elena Lichovceva     | 5-7, 6-4, [10-7]  |
| 5.  | 27 luglio 2009    | Istanbul Cup, Istanbul                           | Cemento     | Lucie Hradecká             | Julia Görges Patty Schnyder         | 2-6, 6-3, [12-10] |
| 6.  | 11 ottobre 2010   | Generali Ladies Linz, Linz                       | Cemento (i) | Barbora Záhlavová-Strýcová | Květa Peschke Katarina Srebotnik    | 7-5, 7-6(6)       |
| 7.  | 18 aprile 2011    | Grand Prix SAR La Princesse Lalla Meryem, Fès    | Terra rossa | Andrea Hlaváčková          | Nina Bratčikova Sandra Klemenschits | 6-3, 6-4          |
| 8.  | 9 luglio 2012     | Internazionali Femminili di Palermo, Palermo     | Terra rossa | Barbora Záhlavová-Strýcová | Darija Jurak Katalin Marosi         | 7-6(5), 6-4       |
| 9.  | 12 ottobre 2014   | Japan Women's Open Tennis, Osaka                 | Cemento     | Shūko Aoyama               | Lara Arruabarrena Tatjana Maria     | 6-1, 6-2          |
| 10. | 5 agosto 2017     | Citi Open, Washington                            | Cemento     | Shūko Aoyama               | Eugenie Bouchard Sloane Stephens    | 6-3, 6-2          |
| 11. | 27 luglio 2019    | Internazionali Femminili di Palermo, Palermo (2) | Terra rossa | Cornelia Lister            | Ekaterine Gorgodze Arantxa Rus      | 7-6(2), 6-2       |

#### Sconfitte (10)
| Legenda              | Legenda               | Legenda      |
| -------------------- | --------------------- | ------------ |
| Grande Slam (0)      |                       |              |
| Argenti Olimpici (0) |                       |              |
| WTA Finals (0)       |                       |              |
| WTA Elite Trophy (0) |                       |              |
| Prima del 2009       | Dal 2009 al 2020      | Dal 2021     |
| Tier I (0)           | Premier Mandatory (0) | WTA 1000 (0) |
| Tier II (0)          | Premier 5 (0)         | WTA 1000 (0) |
| Tier III (1)         | Premier (0)           | WTA 500 (0)  |
| Tier IV (1)          | International (8)     | WTA 250 (0)  |
| Tier V (0)           | International (8)     | WTA 250 (0)  |

| N.  | Data            | Torneo                                        | Superficie    | Compagna                   | Avversarie in finale                      | Punteggio        |
| 1.  | 24 luglio 2006  | Budapest Grand Prix, Budapest                 | Terra rossa   | Lucie Hradecká             | Janette Husárová Michaëlla Krajicek       | 6-4, 4-6, 4-6    |
| 2.  | 29 ottobre 2007 | Bell Challenge, Québec                        | Sintetico (i) | Stéphanie Dubois           | Christina Fusano Raquel Kops-Jones        | 3-6, 6(6)-7      |
| 3.  | 19 ottobre 2009 | BGL Luxembourg Open, Lussemburgo              | Cemento (i)   | Vladimíra Uhlířová         | Iveta Benešová Barbora Záhlavová-Strýcová | 6-1, 0-6, [7-10] |
| 4.  | 26 aprile 2010  | Grand Prix SAR La Princesse Lalla Meryem, Fès | Terra rossa   | Lucie Hradecká             | Iveta Benešová Anabel Medina Garrigues    | 3-6, 1-6         |
| 5.  | 5 luglio 2010   | Swedish Open, Båstad                          | Terra rossa   | Barbora Záhlavová-Strýcová | Gisela Dulko Flavia Pennetta              | 6(0)-7, 0-6      |
| 6.  | 10 gennaio 2015 | ASB Classic, Auckland                         | Cemento       | Shūko Aoyama               | Sara Errani Roberta Vinci                 | 2-6, 1-6         |
| 7.  | 21 maggio 2016  | Nürnberger Versicherungscup, Norimberga       | Terra rossa   | Shūko Aoyama               | Kiki Bertens Johanna Larsson              | 3-6, 4-6         |
| 8.  | 1º ottobre 2016 | Tashkent Open, Tashkent                       | Cemento       | Demi Schuurs               | Ioana Raluca Olaru İpek Soylu             | 5-7, 3-6         |
| 9.  | 7 gennaio 2017  | ASB Classic, Auckland (2)                     | Cemento       | Demi Schuurs               | Kiki Bertens Johanna Larsson              | 2-6, 2-6         |
| 10. | 5 gennaio 2019  | Shenzhen Open, Shenzhen                       | Cemento       | Duan Yingying              | Peng Shuai Yang Zhaoxuan                  | 4-6, 3-6         |

## Circuito WTA 125

### Doppio

#### Vittorie (3)
| N. | Data            | Torneo                               | Superficie  | Compagna                 | Avversarie in finale                 | Punteggio           |
| 1. | 9 novembre 2014 | Open GDF Suez de Limoges, Limoges    | Cemento (i) | Kateřina Siniaková       | Tímea Babos Kristina Mladenovic      | 2-6, 6-2, [10-5]    |
| 2. | 11 giugno 2017  | Croatian Bol Ladies Open, Bol        | Cemento     | Chuang Chia-jung         | Lina Ǵorčeska Aleksandrina Najdenova | 6-4, 6-2            |
| 3. | 4 agosto 2019   | Liqui Moly Open Karlsruhe, Karlsruhe | Terra rossa | Lara Arruabarrena Vecino | Han Xinyun Yuan Yue                  | 6(2)-7, 6-4, [10-4] |

#### Sconfitte (5)
| N. | Data              | Torneo                         | Superficie  | Compagna         | Avversarie in finale             | Punteggio           |
| 1. | 20 novembre 2016  | Engie Open de Limoges, Limoges | Cemento (i) | Anna Smith       | Elise Mertens Mandy Minella      | 4-6, 4-6            |
| 2. | 16 marzo 2019     | Abierto Zapopan, Guadalajara   | Cemento     | Cornelia Lister  | Maria Sanchez Fanny Stollár      | 5-7, 1-6            |
| 3. | 8 giugno 2019     | Croatian Bol Ladies Open, Bol  | Terra rossa | Cornelia Lister  | Timea Bacsinszky Mandy Minella   | 6-0, 6(3)-7, [4-10] |
| 4. | 24 settembre 2022 | Budapest Open, Budapest        | Terra rossa | Jesika Malečková | Anna Bondár Kimberley Zimmermann | 3-6, 6-2, [5-10]    |
| 5. | 10 giugno 2023    | Makarska Open, Macarsca (2)    | Terra rossa | Anna Sisková     | Ingrid Neel Wu Fang-hsien        | 3-6, 5-7            |

## Statistiche ITF

### Singolare

#### Vittorie (15)
| Torneo $100.000 (1) |
| Torneo $80.000 (0)  |
| Torneo $75.000 (0)  |
| Torneo $60.000 (0)  |
| Torneo $50.000 (1)  |
| Torneo $40.000 (0)  |
| Torneo $25.000 (9)  |
| Torneo $15.000 (0)  |
| Torneo $10.000 (4)  |

| N.  | Data              | Torneo                                                                           | Superficie      | Avversaria in finale   | Punteggio        |
| 1.  | 12 novembre 2001  | ITF Women's Circuit Mexico City, Città del Messico                               | Cemento         | Fabiola Zuluaga        | 6-1, 7-6(7)      |
| 2.  | 14 marzo 2005     | ITF Women's Circuit Amiens, Amiens                                               | Terra rossa (i) | Karla Mraz             | 4-6, 6-2, 6-3    |
| 3.  | 9 gennaio 2006    | Internationale Württembergische Hallenmeisterschaften FEMA Ladies Cup, Stoccarda | Cemento (i)     | Jana Juričová          | 6-2, 6-4         |
| 4.  | 19 giugno 2006    | ITF Women's Circuit Fontanafredda, Fontanafredda                                 | Terra rossa     | Margalita Chakhnašvili | 6-3, 6-3         |
| 5.  | 6 agosto 2007     | ITF Women's Circuit Gdynia, Gdynia                                               | Terra rossa     | Liana Ungur            | 6-4, 6-4         |
| 6.  | 5 ottobre 2009    | Royal Cup NLB Montenegro, Podgorica                                              | Terra rossa     | Ana Timotić            | 7-5, 2-1, ritiro |
| 7.  | 5 aprile 2010     | Torneo Tirreno Power, Civitavecchia                                              | Terra rossa     | Anna Floris            | 6-3, 6-3         |
| 8.  | 12 aprile 2010    | Sky Club Petrosport Zone, Il Cairo                                               | Terra rossa     | Audrey Bergot          | 6-3, 6-4         |
| 9.  | 6 settembre 2010  | Torneo Internazionale Regione Piemonte, Biella                                   | Terra rossa     | Zuzana Ondrášková      | 6-4, 6-2         |
| 10. | 13 settembre 2010 | Zagreb Ladies Open, Zagabria                                                     | Terra rossa     | Magda Linette          | 6-1, 4-6, 6-4    |
| 11. | 22 novembre 2010  | Zubr Cup, Přerov                                                                 | Cemento (i)     | Claire Feuerstein      | 4-6, 6-3, 7-5    |
| 12. | 17 settembre 2012 | Royal Cup NLB Montenegro, Podgorica                                              | Terra rossa     | Maria Elena Camerin    | 3-6, 6-2, 6-0    |
| 13. | 7 novembre 2012   | AEGON Pro Series Loughborough, Loughborough                                      | Cemento (i)     | Julia Kimmelmann       | 7-5, 6(6)-7, 6-3 |
| 14. | 14 novembre 2012  | AEGON Pro Series Edgbaston, Edgbaston                                            | Cemento (i)     | Harriet Dart           | 6-4, 6-2         |
| 15. | 25 maggio 2013    | Internazionali Femminili di Tennis Città di Caserta, Caserta                     | Terra rossa     | Beatríz Haddad Maia    | 6-4, 6-1         |

### Doppio

#### Vittorie (59)
| Torneo $100.000 (9) |
| Torneo $80.000 (0)  |
| Torneo $75.000 (5)  |
| Torneo $60.000 (2)  |
| Torneo $50.000 (19) |
| Torneo $40.000 (0)  |
| Torneo $25.000 (20) |
| Torneo $15.000 (0)  |
| Torneo $10.000 (4)  |

| N.  | Data              | Torneo                                                                           | Superficie      | Compagna                   | Avversaria in finale                              | Punteggio           |
| 1.  | 9 aprile 2001     | ITF Women's Circuit Quartu Sant'Elena, Quartu Sant'Elena                         | Cemento         | Pavlína Šlitrová           | Julija Bejhel'zymer Evgenija Subbotina            | 6-3, 6-4            |
| 2.  | 14 marzo 2005     | ITF Women's Circuit Amiens, Amiens                                               | Terra rossa (i) | Tatsiana Kapshay           | Sanne van den Biggelaar Suzanne van Hartingsveldt | 2-6, 7-6(5), 6-3    |
| 3.  | 11 luglio 2005    | ITF Women's Circuit Vittel, Vittel                                               | Terra rossa     | Hana Šromová               | Stanislava Hrozenská Lenka Němečková              | 6-4, 6-4            |
| 4.  | 26 settembre 2005 | ITF Women's Circuit Biella, Biella                                               | Terra rossa     | Lucie Hradecká             | Maret Ani Mervana Jugić-Salkić                    | 6-4, 7-6(4)         |
| 5.  | 3 ottobre 2005    | ITF Women's Circuit Nantes, Nantes                                               | Cemento (i)     | Mailyne Andrieux           | Marie-Ève Pelletier Aurélie Védy                  | 6(3)-7, 7-5, 6-2    |
| 6.  | 7 novembre 2005   | ITF Women's Circuit Le Havre, Le Havre                                           | Terra rossa (i) | Janette Bejlková           | Émilie Bacquet Louise Doutrelant                  | 6-3, 6-3            |
| 7.  | 13 dicembre 2005  | ITF Women's Circuit Valašské Meziříčí, Valašské Meziříčí                         | Cemento (i)     | Darija Jurak               | Lucie Hradecká Sandra Záhlavová                   | 6-3, 6-3            |
| 8.  | 11 gennaio 2006   | Internationale Württembergische Hallenmeisterschaften FEMA Ladies Cup, Stoccarda | Cemento (i)     | Darija Jurak               | Kildine Chevalier Julie Coin                      | 6-2, 6-1            |
| 9.  | 28 marzo 2006     | ITF Women's Circuit Poza Rica, Poza Rica                                         | Cemento         | Matea Mezak                | Zsófia Gubacsi Kyra Nagy                          | 6-2, 1-0, ritiro    |
| 10. | 30 maggio 2006    | ITF Women's Circuit Galatina, Galatina                                           | Terra rossa     | Danica Krstajić            | Kyra Nagy Valentina Sassi                         | 6-4, 6-0            |
| 11. | 21 giugno 2006    | ITF Women's Circuit Fontanafredda, Fontanafredda                                 | Terra rossa     | Andrea Hlaváčková          | Daniela Klemenschits Sandra Klemenschits          | 6-4, 6-4            |
| 12. | 28 giugno 2006    | ITF Women's Circuit Padova, Padova                                               | Terra rossa     | Darija Jurak               | Larissa Carvalho Andreja Klepač                   | 6-4, 6-3            |
| 13. | 4 luglio 2006     | ITF Women's Circuit Vaihingen, Vaihingen                                         | Terra rossa     | Monica Niculescu           | Eva Fislová Stanislava Hrozenská                  | 6-2, 6(4)-7, 7-5    |
| 14. | 5 settembre 2006  | ITF Women's Circuit Mestre, Mestre                                               | Terra rossa     | Monica Niculescu           | Margalita Chakhnašvili Tatjana Maria              | 6-4, 3-6, 6-4       |
| 15. | 25 settembre 2006 | ITF Women's Circuit Biella, Biella                                               | Terra rossa     | Barbora Záhlavová-Strýcová | Lucie Hradecká Michaela Paštiková                 | 6-3, 6-2            |
| 16. | 5 giugno 2007     | Zubr Cup, Přerov                                                                 | Terra rossa     | Lucie Hradecká             | Rossana de los Ríos Edina Gallovits-Hall          | 5-7, 6-3, 6-2       |
| 17. | 12 giugno 2007    | Smart Card Open Monet+, Zlín                                                     | Terra rossa     | Lucie Hradecká             | Michaela Paštiková Hana Šromová                   | 6-3, 3-6, 6-4       |
| 18. | 16 luglio 2007    | Open 88 Contrexéville, Contrexéville                                             | Terra rossa     | Barbora Záhlavová-Strýcová | Kacjaryna Dzehalevič Ksenija Milevskaja           | 6-2, 6-2            |
| 19. | 22 ottobre 2007   | Ritro Slovak Open, Bratislava                                                    | Cemento (i)     | Barbora Záhlavová-Strýcová | Anastasija Rodionova Ol'ga Savčuk                 | 6-4, 6-4            |
| 20. | 12 novembre 2007  | ITF Women's Circuit Deauville, Deauville                                         | Terra rossa (i) | Barbora Záhlavová-Strýcová | Akgul Amanmuradova Nastas'sja Jakimava            | 6-3, 7-5            |
| 21. | 4 marzo 2008      | Lexus of Las Vegas Open, Las Vegas                                               | Cemento         | Melinda Czink              | Chin-Wei Chan Tetjana Lužans'ka                   | 6-3, 6-2            |
| 22. | 29 aprile 2008    | Open GDF SUEZ de Cagnes-sur-Mer Alpes-Maritimes, Cagnes-sur-Mer                  | Terra rossa     | Monica Niculescu           | Julie Coin Marie-Ève Pelletier                    | 6(2)-7, 6-1, [10-5] |
| 23. | 1º luglio 2008    | International Country Cuneo, Cuneo                                               | Terra rossa     | Maret Ani                  | Ol'ga Savčuk Marina Šamajko                       | 6-1, 6-2            |
| 24. | 14 luglio 2008    | Torneo Internazionale Regione Piemonte, Biella                                   | Terra rossa     | Barbora Záhlavová-Strýcová | Lourdes Domínguez Lino Arantxa Parra Santonja     | 4-6, 6-0, [10-5]    |
| 25. | 16 settembre 2008 | Allianz Cup, Sofia                                                               | Terra rossa     | Maret Ani                  | Lourdes Domínguez Lino Arantxa Parra Santonja     | 7-6(4), 7-6(9)      |
| 26. | 8 dicembre 2008   | Zubr Cup, Přerov                                                                 | Cemento (i)     | Tereza Hladikova           | Ksenija Lykina Kateřina Vaňková                   | 6-0, 3-6, [10-3]    |
| 27. | 3 febbraio 2009   | AEGON Pro Series Sutton, Sutton                                                  | Cemento (i)     | Raquel Kops-Jones          | Rebecca Marino Katie O'Brien                      | 6-3, 6-3            |
| 28. | 20 aprile 2009    | Trofeo Martino, Bari                                                             | Terra rossa     | Iryna Burjačok             | Johanna Larsson Anna Smith                        | 5-7, 6-2, [10-5]    |
| 29. | 28 aprile 2009    | Makarska Ladies Open, Macarsca                                                   | Terra rossa     | Tatjana Maria              | Tereza Hladikova Karolina Kosińska                | 6-4, 5-7, [10-6]    |
| 30. | 6 luglio 2009     | Zagreb Ladies Open, Zagabria                                                     | Terra rossa     | Darija Jurak               | Elena Čalova Anastasija Poltorackaja              | 6-2, 7-5            |
| 31. | 13 ottobre 2009   | Torneo Internacional Femenino Villa De Madrid, Madrid                            | Terra rossa     | Dar'ja Kustova             | Ekaterina Ivanova Arina Rodionova                 | 6-2, 6-2            |
| 32. | 5 aprile 2010     | Torneo Tirreno Power, Civitavecchia                                              | Terra rossa     | Dar'ja Kustova             | Maret Ani Iryna Burjačok                          | 7-5, 7-5            |
| 33. | 14 aprile 2010    | Sky Club Petrosport Zone, Il Cairo                                               | Terra rossa     | Eva Birnerová              | Ksenija Milevskaja Lenka Wienerová                | 7-6(4), 6-4         |
| 34. | 4 maggio 2010     | Lebanon ITF Women $50.000 +H, Jounieh                                            | Terra rossa     | Petra Cetkovská            | Ksenija Milevskaja Lesya Tsurenko                 | 6-4, 6-2            |
| 35. | 4 ottobre 2010    | Jounieh Open, Jounieh                                                            | Terra rossa     | Petra Cetkovská            | Eva Birnerová Andreja Klepač                      | 7-5, 6-2            |
| 36. | 25 ottobre 2010   | Internationaux Féminins de la Vienne, Poitiers                                   | Cemento (i)     | Lucie Hradecká             | Akgul Amanmuradova Kristina Barrois               | 6(5)-7, 6-2, [10-5] |
| 37. | 26 luglio 2011    | ITS Cup, Olomouc                                                                 | Terra rossa     | Michaëlla Krajicek         | Julija Bejhel'zymer Elena Bogdan                  | 7-5, 6-4            |
| 38. | 2 agosto 2011     | Empire Trnava Cup, Trnava                                                        | Terra rossa     | Janette Husárová           | Jana Čepelová Lenka Wienerová                     | 7-6(2), 6-1         |
| 39. | 20 settembre 2011 | Trofeo Magna Capitanata, Foggia                                                  | Terra rossa     | Janette Husárová           | Leticia Costas Moreira Inés Ferrer Suárez         | 6-1, 6-2            |
| 40. | 14 maggio 2012    | Morocco Tennis Tour Casablanca, Casablanca                                       | Terra rossa     | Ol'ga Savčuk               | Elena Bogdan Ioana Raluca Olaru                   | 6-1, 6-4            |
| 41. | 12 giugno 2012    | Trofeul Popeci, Craiova                                                          | Terra rossa     | Lenka Wienerová            | Paula Kania Irina Chromačëva                      | 2-6, 6-3, [10-6]    |
| 42. | 17 luglio 2012    | Open 88 Contrexéville, Contrexéville                                             | Terra rossa     | Julija Bejhel'zymer        | Tereza Mrdeža Silvia Njirić                       | 6-1, 6-1            |
| 43. | 31 luglio 2012    | Empire Trnava Cup, Trnava                                                        | Terra rossa     | Elena Bogdan               | Marta Domachowska Sandra Klemenschits             | 7-6(2), 6-4         |
| 44. | 10 febbraio 2013  | Open GDF Suez De L'Isere, Grenoble                                               | Cemento (i)     | Marija Kondrat'eva         | Nicole Clerico Leticia Costas                     | 6-1, 6-4            |
| 45. | 4 maggio 2013     | Torneo Tirreno Power, Civitavecchia                                              | Terra rossa     | Stephanie Vogt             | Paula Kania Magda Linette                         | 6-3, 6-4            |
| 46. | 12 maggio 2013    | Empire Trnava Cup, Trnava                                                        | Terra rossa     | Mervana Jugić-Salkić       | Jana Čepelová Anna Karolína Schmiedlová           | 6-1, 6-1            |
| 47. | 17 maggio 2013    | Sparta Prague WTA, Praga                                                         | Terra rossa     | Barbora Strýcová           | Irina Falconi Eva Hrdinová                        | 6-4, 6-0            |
| 48. | 24 maggio 2013    | Internazionali Femminili di Tennis Città di Caserta, Caserta                     | Terra rossa     | Danka Kovinić              | Elena Bogdan Cristina Dinu                        | 6-4, 7-6(3)         |
| 49. | 23 giugno 2013    | Open GDF SUEZ Montpellier, Montpellier                                           | Terra rossa     | Irina Chromačëva           | Paula Cristina Gonçalves Inés Ferrer Suárez       | 6–1, 6–4            |
| 50. | 21 luglio 2013    | ITS Cup, Olomouc                                                                 | Terra rossa     | Barbora Strýcová           | Martina Borecká Tereza Malíková                   | 6-3, 6-4            |
| 51. | 3 agosto 2013     | Viccourt Cup, Donec'k                                                            | Cemento         | Julija Bejhel'zymer        | Vesna Dolonc Aleksandra Panova                    | 6-1, 6-4            |
| 52. | 20 luglio 2014    | ITS Cup, Olomouc                                                                 | Terra rossa     | Petra Cetkovská            | Barbora Krejčíková Aleksandra Krunić              | 6-2, 4-6, [10-7]    |
| 53. | 3 agosto 2014     | ITF Women's Circuit Plzeň, Plzeň                                                 | Terra rossa     | Sandra Klemenschits        | Lidzija Marozava Anastasyja Vasyl'eva             | 6-4, 7-5            |
| 54. | 6 giugno 2015     | Internazionali Femminili di Tennis di Brescia, Brescia                           | Terra rossa     | Laura Siegemund            | María Irigoyen Stephanie Vogt                     | 6-2, 6-1            |
| 55. | 15 maggio 2016    | Open International Féminin Midi-Pyrénées Saint-Gaudens Comminges, Saint-Gaudens  | Terra rossa     | Demi Schuurs               | Nicola Geuer Viktorija Golubic                    | 6-1, 6-2            |
| 56. | 30 luglio 2016    | Advantage Cars Praga Open, Praga                                                 | Cemento         | Demi Schuurs               | Sílvia Soler Espinosa Sara Sorribes Tormo         | 7-5, 3-6, [10-4]    |
| 57. | 26 gennaio 2019   | Open GDF SUEZ 42, Andrézieux-Bouthéon                                            | Cemento (i)     | Cornelia Lister            | Andreea Mitu Elena-Gabriela Ruse                  | 6-1, 6-2            |
| 58. | 19 novembre 2022  | Slovak Open, Bratislava                                                          | Cemento (i)     | Jesika Malečková           | Katarína Kužmová Viktória Kužmová                 | 2-6, 7-5, [13-11]   |
| 59. | 15 giugno 2024    | Rokitki Park Open, Danzica                                                       | Terra rossa     | Karolína Kubáňová          | Jaimee Fourlis Petra Hule                         | 3-6, 7-6(5), [10-7] |

## Risultati in progressione
| Sigla | Risultato               |
| ----- | ----------------------- |
| V     | Vincitore               |
| F     | Finalista               |
| SF    | Semifinalista           |
| O     | Oro olimpico            |
| A     | Argento olimpico        |
| SF    | Bronzo olimpico         |
| QF    | Quarti di Finale        |
| 4T    | Quarto turno            |
| 3T    | Terzo turno             |
| 2T    | Secondo turno           |
| 1T    | Primo turno             |
| RR    | Round Robin             |
| LQ    | Turno di qualificazione |
| A     | Assente                 |
| ND    | Non disputato           |

| Legenda superfici    |
| -------------------- |
| Cemento              |
| Terra battuta        |
| Erba                 |
| Superficie variabile |

### Singolare nei tornei del Grande Slam
| Torneo          | 2002 | 2003 | 2004 | 2005 | 2006 | 2007 | 2008 | 2009 | 2010 | 2011 | 2012 | 2013 | 2014 | 2015 | 2016 | V--S |
| --------------- | ---- | ---- | ---- | ---- | ---- | ---- | ---- | ---- | ---- | ---- | ---- | ---- | ---- | ---- | ---- | ---- |
| Australian Open | A    | A    | A    | A    | A    | 2T   | 1T   | A    | 1T   | 1T   | A    | A    | A    | 1T   | A    | 1-5  |
| Open di Francia | A    | A    | A    | A    | A    | A    | A    | A    | A    | 1T   | A    | A    | A    | A    | A    | 0-1  |
| Wimbledon       | A    | A    | A    | A    | A    | A    | 1T   | A    | 1T   | A    | A    | A    | A    | A    | A    | 0-2  |
| US Open         | 1T   | A    | A    | A    | A    | 1T   | A    | A    | 1T   | A    | A    | A    | A    | A    | A    | 0-3  |
| Totale          | 0-1  | 0-0  | 0-0  | 0-0  | 0-0  | 1-2  | 0-2  | 0-0  | 0-3  | 0-2  | 0-0  | 0-0  | 0-0  | 0-1  | 0-0  | 1-11 |

### Doppio nei tornei del Grande Slam
| Torneo          | 2002 | 2003 | 2004 | 2005 | 2006 | 2007 | 2008 | 2009 | 2010 | 2011 | 2012 | 2013 | 2014 | 2015 | 2016 | V--S  |
| --------------- | ---- | ---- | ---- | ---- | ---- | ---- | ---- | ---- | ---- | ---- | ---- | ---- | ---- | ---- | ---- | ----- |
| Australian Open | A    | 2T   | 1T   | A    | A    | 1T   | 1T   | 1T   | 1T   | 1T   | A    | A    | 2T   | 1T   | A    | 2-9   |
| Open di Francia | A    | 1T   | A    | 1T   | A    | 1T   | 2T   | 1T   | 1T   | 2T   | 3T   | 1T   | 2T   | 1T   | A    | 5-11  |
| Wimbledon       | A    | 3T   | A    | A    | A    | 1T   | 1T   | 1T   | 1T   | 2T   | 1T   | 1T   | 3T   | 1T   | 1T   | 5-11  |
| US Open         | A    | A    | A    | A    | A    | 1T   | 2T   | 1T   | 1T   | 1T   | 2T   | 1T   | 2T   | 1T   | 1T   | 3-11  |
| Totale          | 0-0  | 3-3  | 0-1  | 0-1  | 0-0  | 0-4  | 2-4  | 0-4  | 0-4  | 2-4  | 3-3  | 0-3  | 5-4  | 0-4  | 0-2  | 15-42 |

### Doppio misto nei tornei del Grande Slam
| Torneo          | 2002 | 2003 | 2004 | 2005 | 2006 | 2007 | 2008 | 2009 | 2010 | 2011 | 2012 | 2013 | 2014 |
| --------------- | ---- | ---- | ---- | ---- | ---- | ---- | ---- | ---- | ---- | ---- | ---- | ---- | ---- |
| Australian Open | A    | A    | A    | A    | A    | A    | 1T   | A    | A    | A    | A    | A    | A    |
| Open di Francia | A    | A    | A    | A    | A    | A    | A    | A    | A    | A    | A    | A    | A    |
| Wimbledon       | A    | A    | A    | A    | A    | 2T   | A    | A    | A    | 3T   | A    | A    | 2T   |
| US Open         | A    | A    | A    | A    | A    | A    | A    | A    | A    | A    | A    | A    | A    |